# باشگاه والیبال برق تهران
باشگاه والیبال برق تهران یک باشگاه والیبال ایرانی ریشه‌دار است که در تهران تأسیس شد و در دوره های مختلفی در لیگ برتر والیبال حضور داشته است. این باشگاه در لیگ برتر والیبال ایران در بین سال‌های ۱۳۸۰ و ۱۳۸۵ همواره به مقام چهارمی یا پنجمی رسید. تیم زنان این باشگاه در مسابقات لیگ والیبال زنان کشور شرکت داشت و در لیگ سال ۱۳۸۵ به مقام سومی کشور رسید.

## بازیکنان برجسته
- عباس قاسمیان[۲]

## دست‌آوردها
لیگ برتر والیبال ایران
- چهارمی: ۱۳۸۱[۳]و ۱۳۸۰ و ۱۳۸۳  و ۱۳۸۵